# Diguetidae
Diguetidae zijn een familie van spinnen. De familie telt 2 beschreven geslachten en 15 soorten.

## Geslachten
- Diguetia Simon, 1895
- Segestrioides Keyserling, 1883

## Taxonomie
Voor een overzicht van de geslachten en soorten behorende tot de familie zie de lijst van Diguetidae.